# Cevio
Cevio (lmo. Scevi, Cevi) − miejscowość i gmina w południowej Szwajcarii, w kantonie Ticino, siedziba administracyjna okręgu (distretto) Vallemaggia, oraz powiatu (circolo) Rovana. Leży nad rzekami Rovana i Maggia. 22 października 2006 do gminy przyłączono gminy Bignasco i Cavergno.

## Demografia
W Cevio mieszka 1110 osób. W 2022 roku 14,3% populacji gminy stanowiły osoby urodzone poza Szwajcarią. 

## Podział administracyjny
- Cevio:
  - Bietto, Cevio-Vecchio, Piano, Chiosso, Boscioli, Visletto, Rovana, Boschetto
- Bignasco:
  - Besso, Mater, Corte, Valaa, Cantone, Monte i San Carlo w dolinie Val Bavona
- Cavergno:
  - Mondada, Bosco, Fontana, Alnedo, Sabbione, Ritorto, Foroglio, Roseto, Fontanellata, Faedo, Bolla, Sonlerto[3]

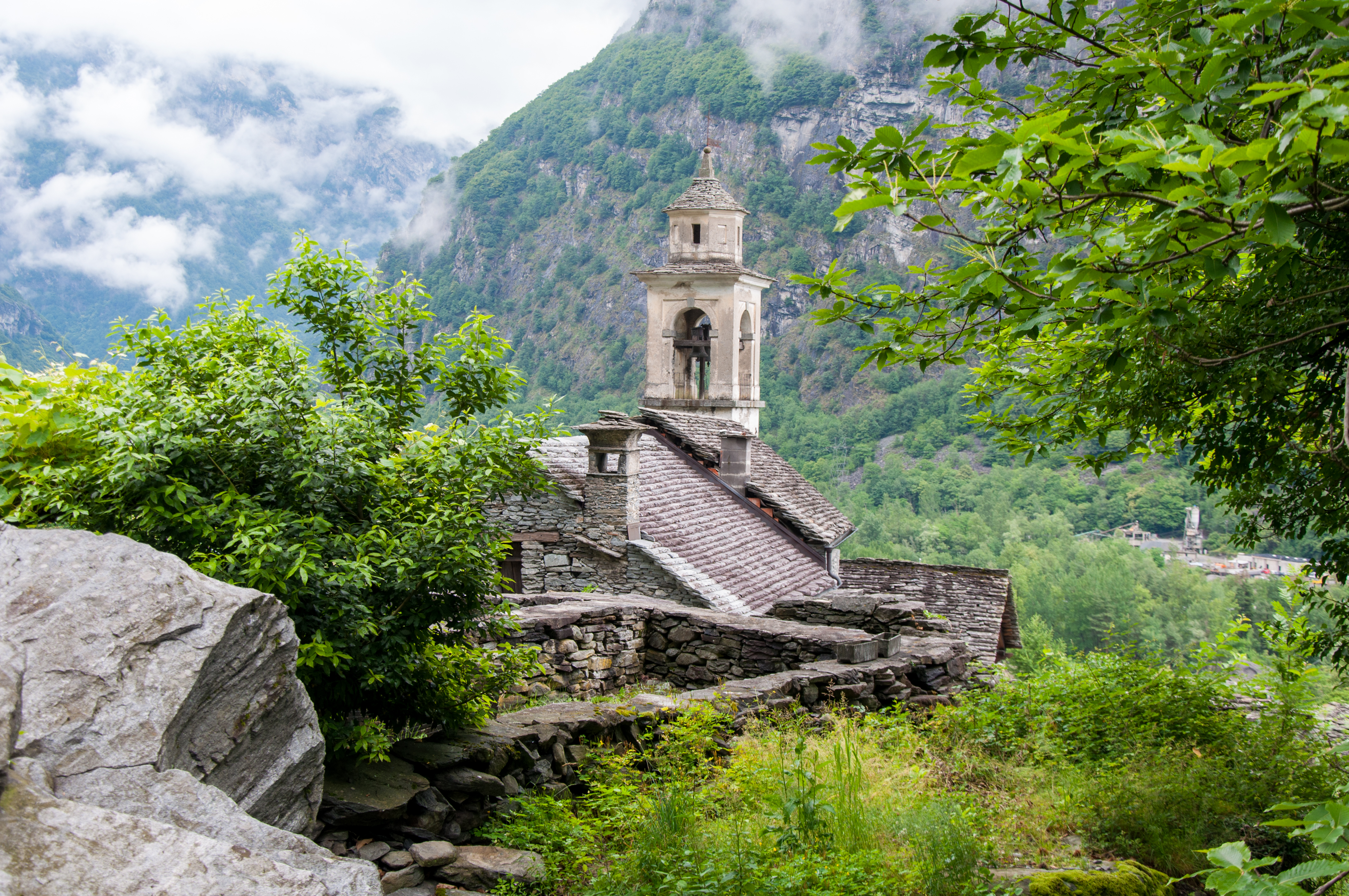
Boschetto
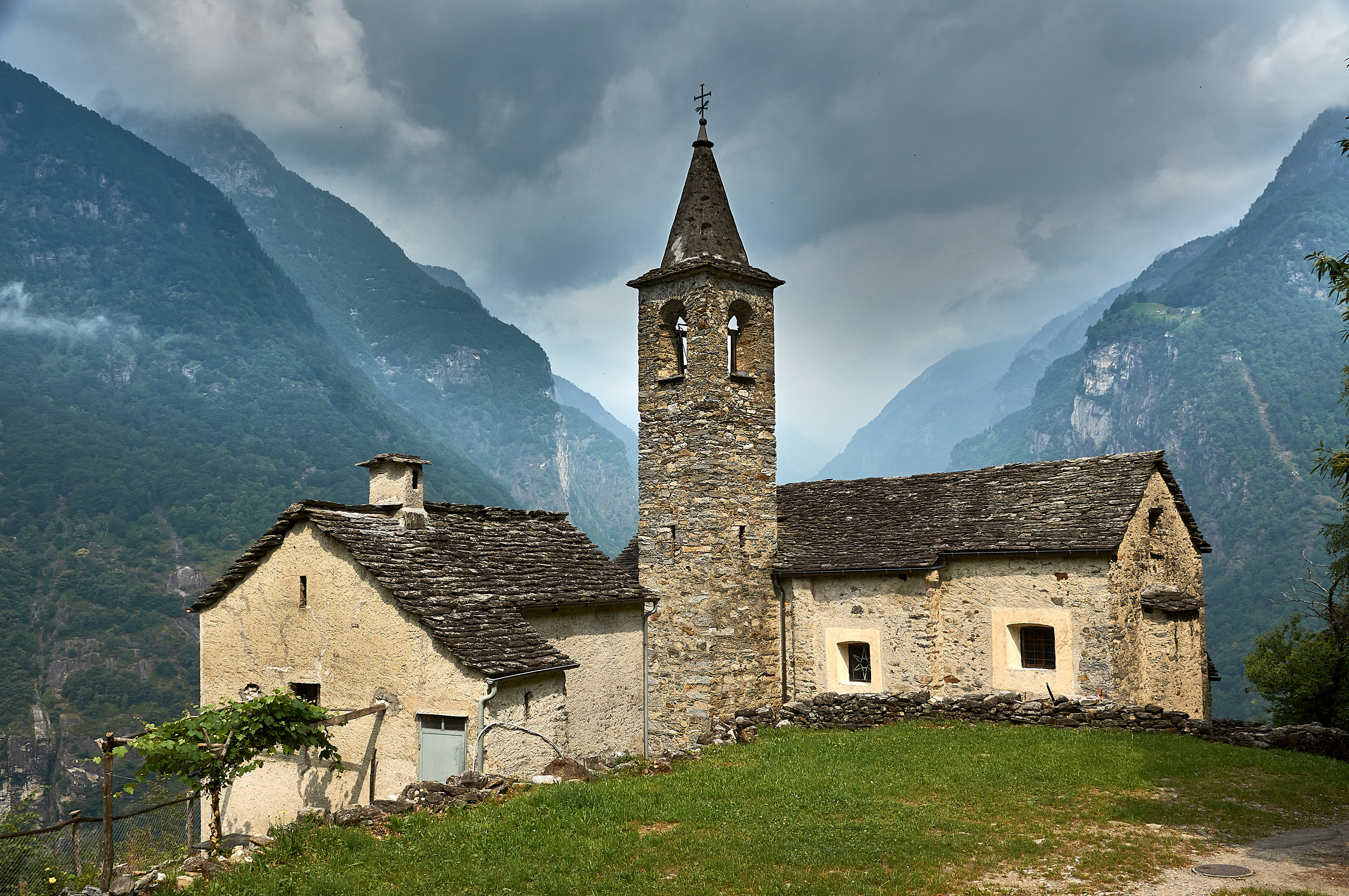
Kaplica Madonna del Monte w Bignasco
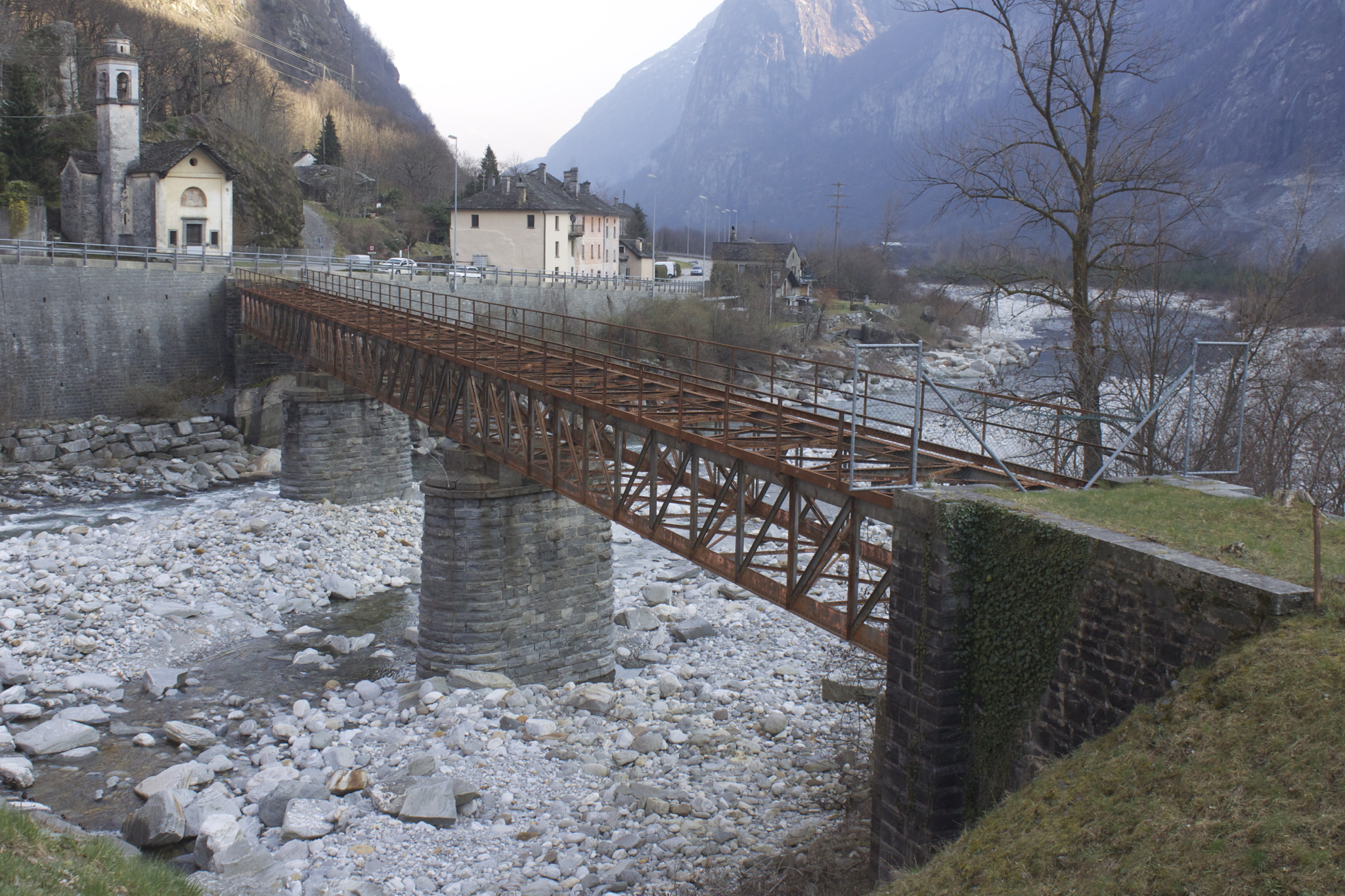
Most w Visletto
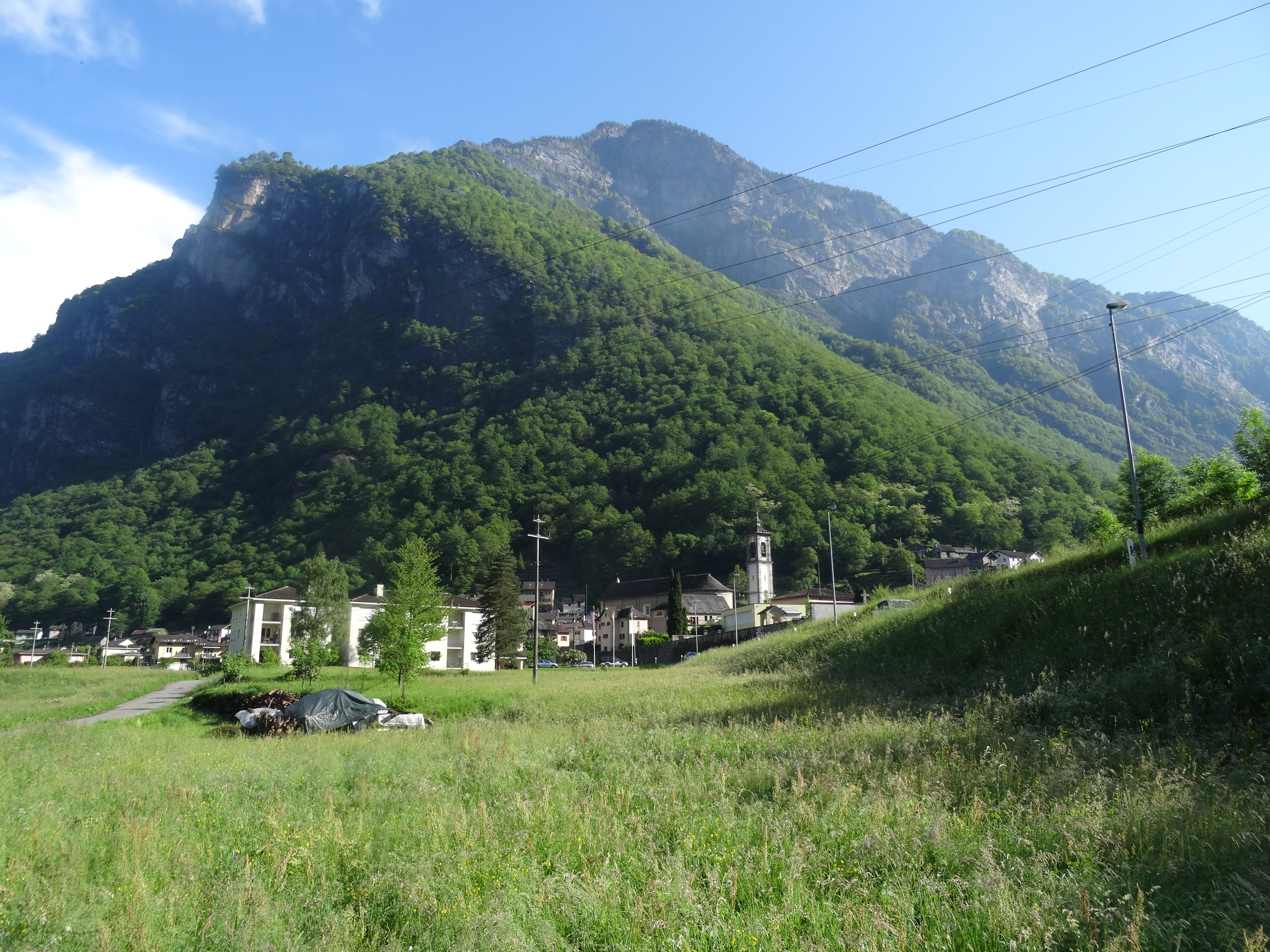
Cavergno
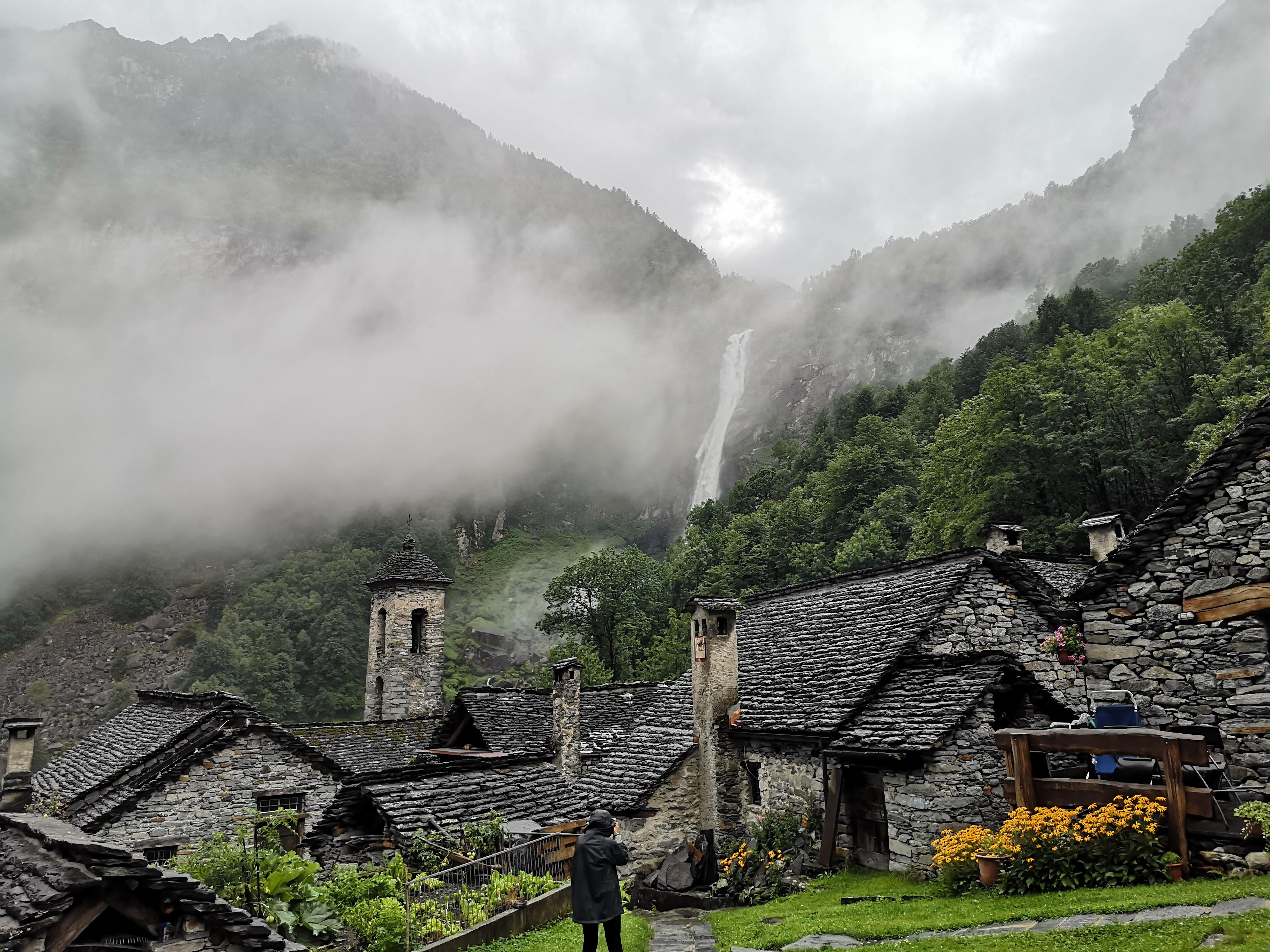
Foroglio

## Transport
Przez teren gminy przebiega droga główna nr 407.